# Епархия Мостар-Дувно
Епархия Мостар-Дувно (босн. Mostarsko-duvanjska biskupija, лат. Dioecesis Mandetriensis-Dumnensis) — католическая епархия латинского обряда в Боснии и Герцеговине с центром в городе Мостар.

## История
Христианство проникло на территорию современной Боснии и Герцеговины в V-VI веках. В этот период здесь было основано несколько епархий, зависимых от архиепархии Салоны (современный Сплит), в том числе и епархия в древнем городе Дувно, современный Томиславград. Во второй половине XV века Босния и Герцеговина попала под турецкую власть, шла массовая исламизация населения. В 1663 году епархия Дувно была официально ликвидирована.

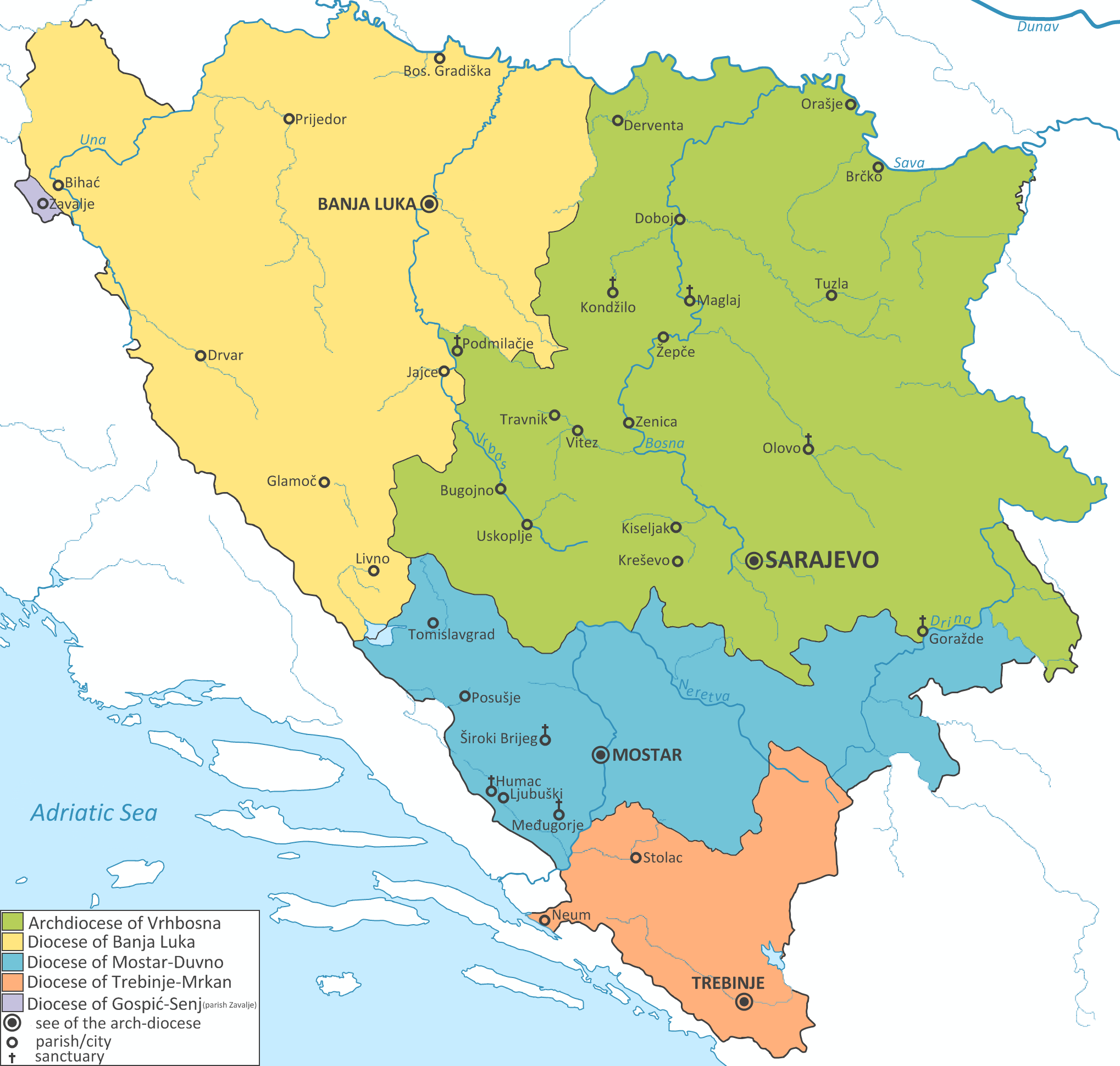
Католические епархии Боснии и Герцеговины
Епархия Мостар-Дувно
Епархия Требинье-Мркан

Католические структуры возродились в Герцеговине только в середине XIX веке. В 1846 году был образован апостольский викариат Герцеговины. После Берлинского конгресса 1878 года, по решениям которого Босния и Герцеговина была присоединена к Австро-Венгрии, появилась возможность для образования ординарных структур. В 1881 году апостольский викариат был преобразован в епархию Мостар-Дувно, с центром в городе Мостар. В 1890 году к Мостару-Дувно была присоединена епархия Требине-Мркана, причём последняя была не ликвидирована, просто епископ Мостара стал выполнять и обязанности администратора требиньской епархии.
Епархии Мостар-Дувно и Требинье-Мркан (в католических источниках для них приводится объединённая статистика) располагаются на территориях где исторически проживало большое число боснийских хорватов, поэтому в этих епархиях, в отличие от архиепархии Врхбосны и епархии Баня-Луки католики составляют почти половину общего населения. Существенно меньше по сравнению с другими районами Боснии Герцеговины был и отток католиков в Хорватию в ходе и после Боснийской войны 1992—1995 годов. Так в 1990 году по статистике в объединённых диоцезах проживало 208 тысяч католиков, в 1999 году за счёт беженцев их число снизилось до 199 тысяч, но уже к 2004 году католическое население восстановилось до 208 тысяч.

## Статистика
По данным на 2004 год в архиепархии насчитывалось 208 тысяч католиков (43 % населения), 229 священников и 81 приход. Кафедральным собором епархии служит Собор Марии-Матери Церкви в Мостаре. Также статус кафедрального носит собор в городе Требинье (центр ассоциированной епархии Требинье-Мркан). С 1993 года епископом Мостара-Дувно и администратором Требинье-Мркана является епископ Ратко Перич.